# Галеев, Габдулхак Галеевич
Габдулха́к Гале́евич Гале́ев (1916—1990) — работник советского сельского хозяйства, директор совхоза имени Ленина Сабинского района Татарской АССР, Герой Социалистического Труда (1966).

## Биография
Родился 2 августа 1916 года в деревне Большие Нырты Лаишевского уезда Казанской губернии (ныне Тюлячинского района Татарстана).
После школы начал трудиться в 1934 году рядовым колхозником артели «Кремль» Тюлячинского района. Затем окончил в 1936 году курсы и стал счетоводом колхоза. С началом Великой Отечественной войны добровольцем ушёл на фронт. В 1942 году, после тяжёлого ранения, вернулся в родное село, где был избран председателем колхоза. Через несколько лет Галиев был назначен заведующим Тюлячинским райземотделом, в 1953 году — начальником управления сельского хозяйства, затем — заместителем председателя Тюлячинского райисполкома.
В 1956—1961 годах работал директором Кзыл-Юлдузской машинно-тракторной станции и Рыбнослободской ремонтно-технической станции, а с 1961 по 1977 год — директором совхоза имени Ленина в посёлке Узяк Сабинского (ныне Тюлячинского) района.
Указом Президиума Верховного Совета СССР от 22 марта 1966 года за достигнутые успехи в развитии животноводства, увеличении производства и заготовок мяса, молока, яиц, шерсти и другой продукции Габдулхаку Галеевичу Галееву присвоено звание Героя Социалистического Труда с вручением ордена Ленина и золотой звезды «Серп и Молот».
До 1986 года работал директором реорганизованного из совхоза опытно-производственного хозяйства имени В. И. Ленина Тюлячинского района. Наряду с производственной, занимался и общественной деятельностью: избирался депутатом районного Совета народных депутатов, был депутатом Верховного Совета Татарской ССР в 1963—1967 годах.
После выхода на пенсию проживал в родном селе. Умер в 1990 году.

## Награды
- медаль «Серп и Молот» (22.03.1966)
- орден Ленина (22.03.1966)
- орден Отечественной войны II степени (11.03.1985)[7]
- медаль «За боевые заслуги» (06.08.1946)[2]
- медали СССР